# Chris Davis
Christopher Lyn "Chris" Davis (nacido el 17 de marzo de 1986) es un ex primera base estadounidense de béisbol profesional que jugó para los Texas Rangers y Baltimore Orioles de las Grandes Ligas. Fue invitado a un Juego de Estrellas y ganó un Bate de Plata, ambos en la temporada 2013 cuando lideró la Liga Americana en jonrones y carreras impulsadas.

## Carrera profesional

### Texas Rangers
Davis fue seleccionado por los Rangers de Texas en la quinta ronda del draft de 2006, luego de declinar su selección en los dos años anteriores para jugar con Navarro Junior College. En su primer año en las ligas menores jugó con los Spokane Indians de la Northwest League, y en 2007 jugó con los Bakersfield Blaze de Clase A avanzada y los Frisco RoughRiders de Clase AA, registrando promedio total de .297 con 36 jonrones y 118 carreras impulsadas, por lo que fue nombrado como el Jugador del Año de los Rangers en las ligas menores.
En 2008, fue considerado por Baseball America como el segundo mejor prospecto de los Rangers, detrás de Elvis Andrus. Inició la temporada en Frisco, pero luego de 46 juegos fue promovido a los Oklahoma RedHawks de Clase AAA donde en 31 juegos registró promedio de .333 con 10 jonrones y 31 impulsadas, por lo que fue seleccionado para participar en el Juego de Futuras Estrellas. Sin embargo, no asistió a dicho juego porque el 26 de junio fue llamado a Grandes Ligas, debutando ese mismo día con los Rangers ante los Astros de Houston y conectando un hit ante Óscar Villarreal en su primer turno al bate. Al siguiente día debutó como primera base titular y conectó su primer jonrón, haciendo lo mismo al siguiente día, por lo que se convirtió en el primer jugador de los Rangers en conectar jonrón en sus primeras dos apariciones como titular. Davis finalizó su temporada como novato con promedio de .285, 23 dobles, 17 jonrones y 55 impulsadas en 80 juegos (295 turnos al bate).

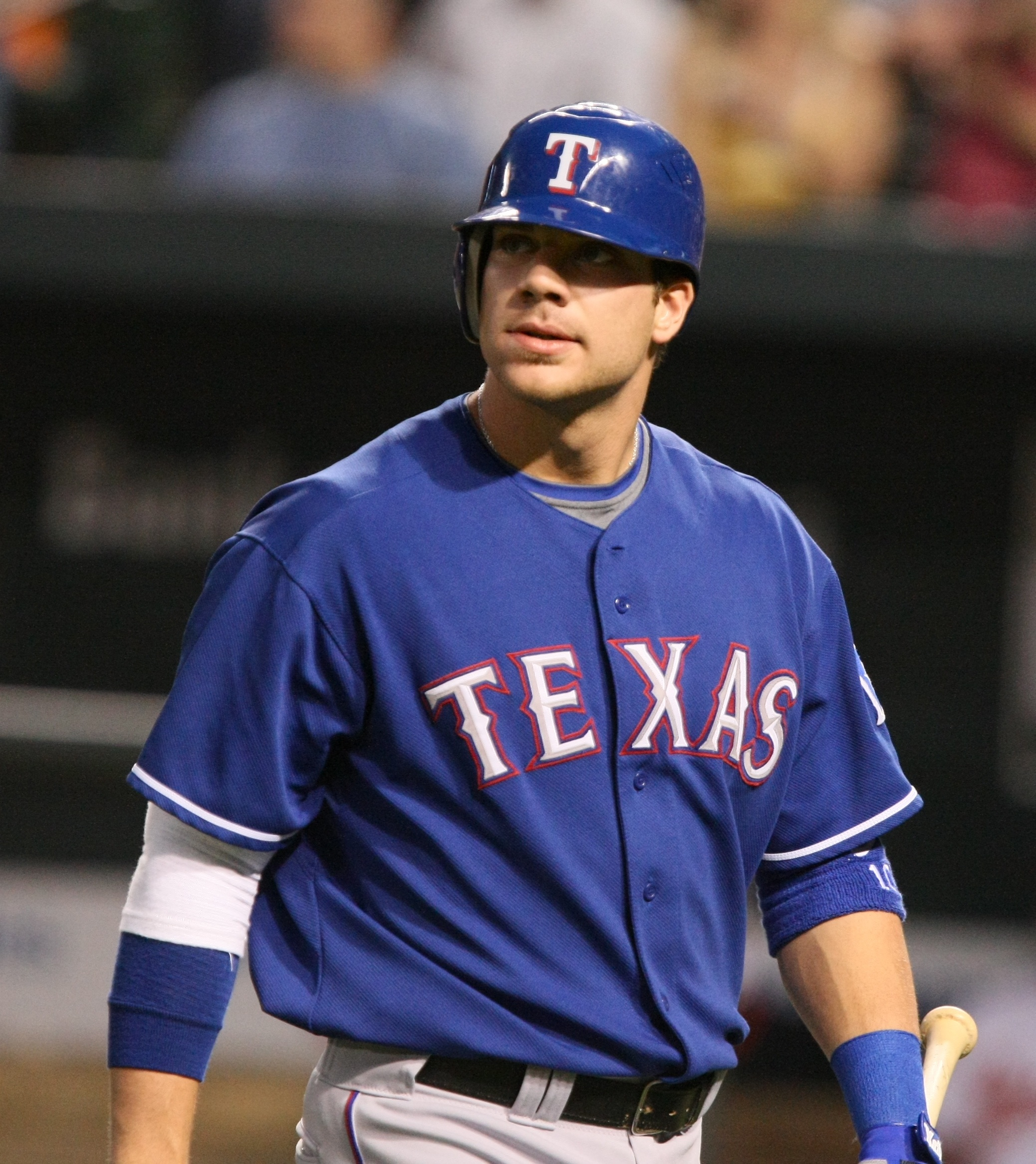
Davis con los Rangers en 2009.

En 2009, Davis inició la temporada como el primer base titular de los Rangers. Sin embargo, luego de batear para un bajo promedio de .205 y convertirse en el jugador que más rápido (219 turnos al bate) alcanza la marca de 100 ponches recibidos en la historia de la liga, fue bajado a Clase AAA el 5 de julio para darle cupo en la plantilla a Josh Hamilton. El 25 de agosto, Davis fue llamado de vuelta a las mayores luego que Andruw Jones fuera colocado en la lista de lesionados y Hank Blalock tuviera problemas de rendimiento. Finalizó la temporada con promedio de .238, 21 jonrones y 59 impulsadas en 391 turnos al bate.
En 2010, fue enviado nuevamente a Clase AAA luego de registrar promedio de .188 durante los primeros 15 juegos. Fue llamado nuevamente el 9 de julio para tomar el lugar de Justin Smoak, quien había sido transferido a los Marineros de Seattle a cambio del lanzador Cliff Lee, pero el 29 de julio fue bajado nuevamente para darle un cupo a Mitch Moreland en la plantilla. El 11 de septiembre fue llamado por los Rangers una última vez para servir como jardinero reserva y bateador emergente. En 45 juegos (120 turnos) en total registró promedio de .192 con un jonrón y cuatro impulsadas, mientras que en su estancia con los RedHawks de AAA tuvo mejores números al registrar .327 de promedio con 14 jonrones y 80 impulsadas en 103 juegos (398 turnos).
En 2011, inició la temporada en Clase AAA pero fue llamado el 11 de abril para ocupar el puesto del lesionado Josh Hamilton, aunque tuvo un rol muy limitado con el equipo. En apenas 28 juegos (76 turnos) registró promedio de .250 con tres jonrones y seis impulsadas, mientras que en AAA conectó 24 jonrones con el club afiliado Round Rock Express.

### Baltimore Orioles
El 30 de julio de 2011, Davis fue transferido a los Orioles de Baltimore junto al lanzador Tommy Hunter, a cambio del relevista Koji Uehara. Disfrutó de tiempo de juego diario, pero el 14 de agosto fue incluido en la lista de lesionados debido a una lesión en el hombro que lo mantuvo fuera de acción hasta el 9 de septiembre. En 31 juegos con los Orioles, registró promedio de .276, dos jonrones y 13 impulsadas.
En 2012, Davis fue titular en la primera base, los jardines y como bateador designado a lo largo de la temporada. El 6 de mayo, en la victoria 9-6 de un encuentro que duró 17 entradas ante los Medias Rojas de Boston en Fenway Park, no conectó hit en ocho turnos como bateador designado, pero fue el lanzador ganador del encuentro, convirtiéndose en el primer jugador de posición de la Liga Americana en ganar un juego desde Rocky Colavito el 25 de agosto de 1968. En 139 juegos (515 turnos) bateó para promedio de .270 con 33 jonrones, 20 dobles y 85 impulsadas.
En 2013, impuso una marca de Grandes Ligas al impulsar 16 carreras en los primeros cuatro juegos de la temporada, e igualmente se convirtió en el cuarto jugador en conectar jonrón en los primeros cuatro juegos (Nelson Cruz, Mark McGwire y Willie Mays). El 16 de junio conectó el jonrón 100 de su carrera, ante Jon Lester de los Medias Rojas. El 6 de julio fue nombrado para el Juego de Estrellas consiguiendo la mayor cantidad de votos con 8,272,243 y participó en el Derby de Jonrones. El 13 de septiembre conectó el jonrón 50 de la temporada, igualando a Brady Anderson como la mayor cantidad para un jugador de los Orioles, y se convirtió en el tercer jugador en la historia en registrar 50 jorones y 40 dobles en una misma temporada (Babe Ruth en 1921 y Albert Belle en 1995). Fianlizó la temporada como líder de las mayores en jonrones (53) y carreras impulsadas (138), además de un promedio de bateo de .286. En la votación al Jugador Más Valioso de la Liga Americana quedó en tercer lugar, detrás de Miguel Cabrera y Mike Trout.
En 2014, tuvo problemas durante la primera mitad de la temporada, al conectar 15 jonrones para batear alrededor de .200 de promedio. El 12 de septiembre fue suspendido por 25 juegos por consumo de anfetamina, a lo que el jugador respondió que fue por uso terapéutico.
En 2015, lideró las mayores con 47 jonrones, y se convirtió en el primer jugador de los Orioles en conectar más de 40 cuadrangulares en dos temporadas diferentes.
En 2016, Davis firmó una extensión de contrato por siete años y $161 millones con los Orioles el 21 de enero, convirtiéndose en el contrato más grande en la historia del equipo. Finalizó la temporada con .221 de promedio, 38 jonrones y 84 impulsadas, y lideró las mayores con 219 ponches recibidos.
En 2017, conectó su jonrón 200 con los Orioles, el octavo jugador del equipo en registrar la marca.
Davis comenzó la temporada 2018 con un promedio de bateo de .150 y 86 ponches en sus primeros 57 juegos. El 15 de junio, los Orioles anunciaron que Davis sería enviado a la banca y que llamarían a Corban Joseph de las ligas menores.
El 13 de abril de 2019, Davis terminó una racha de 54 turnos consecutivos al bate sin un hit, con un sencillo de dos carreras contra los Medias Rojas, y terminó la jornada con dos dobles, además del sencillo.
En la temporada 2020 acortada por la pandemia de COVID-19, Davis solo jugó en 16 juegos para los Orioles y bateó un magro .115/.164/.173 sin jonrones y solo una carrera impulsada antes de terminar su temporada con una lesión en la rodilla.
El 12 de agosto de 2021, Davis anunció su retiro de las ligas mayores tras 13 temporadas debido a una lesión en la cadera.